# Slavoljub Eduard Penkala
Slavoljub Eduard Penkala (Liptószentmiklós, 20 aprile 1871 – Zagabria, 5 febbraio 1922) è stato un ingegnere e inventore croato di origine polacco-olandese.

## Biografia
Eduard Penkala nacque a Liptószentmiklós (ora Liptovský Mikuláš), in Slovacchia, allora parte dell'Austria-Ungheria, da Franciszek Pękała, di origine polacca, e Maria Pękała (nata Hannel), di origine olandese. Frequentò l'Università di Vienna e il Königlich-Sächsisches Polytechnikum, laureandosi presso quest'ultimo il 25 marzo 1898 e conseguendo un dottorato in chimica organica. Durante i suoi studi, frequentò lezioni di violino, durante le quali incontrò la sua futura moglie, la pianista Emily Stoffregen. Si trasferì con la moglie a Zagabria (che allora era nel Regno di Croazia-Slavonia). Per celebrare la sua fedeltà alla sua nuova patria, assunse il nome croato Slavoljub ("slavofilo"), diventando un naturalizzato croato.
Divenne famoso per lo sviluppo della matita portamine (1906), allora chiamata "matita automatica", e della prima penna stilografica a inchiostro solido (1907). Collaborando con un imprenditore di nome Edmund Moster, fondò la Penkala-Moster e costruì una fabbrica di penne e matite che all'epoca era una delle più grandi al mondo. L'azienda, ora chiamata TOZ Penkala, esiste ancora oggi a Zagabria.
Costruì anche il primo aereo croato a volare nel paese, il biplano Penkala 1910, pilotato da Dragutin Novak, che fu anche il primo pilota croato. Costruì e inventò molti altri prodotti e dispositivi e detenne un totale di 80 brevetti.
Tra le sue invenzioni brevettate ci sono:
- una borsa dell'acqua calda in gomma - la sua prima invenzione brevettata, il "Termofor"
- un tipo di detersivo azzurrante
- un freno per vagoni ferroviari
- una batteria anodica

Fondò anche un'altra società, chiamata Elevator, che produceva vari prodotti chimici come detergenti, ceralacca e "Radium Vinovica", una medicina pubblicizzata come cura per i reumatismi.
Ebbe quattro figli con sua moglie Emily. Morì a Zagabria all'età di 50 anni, dopo aver contratto una polmonite durante un viaggio d'affari. Fu sepolto nel cimitero monumentale Mirogoj di Zagabria.